# مصرف الاستثمار العراقي
 مصرف الاستثمار العراقي  مصرف عراقي خاص أُسس عام 1993،  يبلغ رأس المال للمصرف 250 مليار دينار.